# Trio per corno, violino e pianoforte
Il  Trio per corno (o viola o violoncello), violino e pianoforte in mi bemolle maggiore, opus 40, è un trio per pianoforte, violino e corno naturale (Waldhorn), di Johannes Brahms. Fu composto nelle estati del 1864-65, durante i primi soggiorni del musicista a Baden-Baden. Secondo alcuni commentatori, la composizione (in particolare nel terzo movimento, Adagio mesto) intende commemorare la scomparsa della madre di Brahms, Christiane Niessen, scomparsa nel febbraio del 1865. Fu eseguito per la prima volta il 7 dicembre 1865 a Karlsruhe, dal cornista Segisser, il violinista Ludwig Strauss e l'autore stesso al pianoforte. La composizione è fortemente ispirata alle atmosfere della Foresta Nera, secondo quanto si legge per es. nelle Memorie dell'amico Albert Dietrich: "Il Trio con corno lasciò ovunque una profonda impressione, poiché aveva un bell'effetto, romantico e del tutto particolare. Quando qualche tempo dopo Brahms si trovò a girovagare con me tra gli abeti delle alture boscose vicino a Baden-Baden, mi indicò il punto in cui gli era venuto in mente per la prima volta il tema del primo movimento di questa composizione" (in: Albert Dietrich: Erinnerungen an Johannes Brahms in Briefen besonders aus seiner Jugendzeit (trad. it. a cura di Marina Caracciolo, Il giovane Brahms - Lettere e ricordi. LIM, Lucca, 2018; p.42).

## Struttura della composizione
1. Andante
2. Scherzo (allegro in Mi bemolle maggiore in 3/4)
3. Adagio mesto (in Mi bemolle minore, in 6/8)
4. Finale: Allegro con brio (in 6/8)